# بني القطافي (الخبت)

تعديل مصدري - تعديل

بني القطافي هي إحدى قرى عزلة عبان بمديرية الخبت التابعة لمحافظة المحويت، بلغ تعداد سكانها 494 نسمة حسب تعداد اليمن لعام 2004.